# CEE Cup
CEE Cup je mezinárodní fotbalový turnaj, jehož se účastní juniorské týmy (do 19 let) ze střední a východní Evropy (Central & Eastern Europe – CEE).
CEE Cup se tradičně koná v Praze poslední týden v červenci pod záštitou Fotbalové asociace České republiky, FIFA a hlavního města Prahy. Turnaj se zaměřuje na respektování druhých, fair play a soutěživost. CEE Cup poskytuje možnost předsezonní konfrontace klubům z tohoto regionu. Důležitým aspektem celého turnaje je také jeho charitativní stránka. CEE Cup již 6 ročníkem spolupracuje s dětským fondem UNICEF. Vítězem prvních dvou ročníků se stal klub FK Mladá Boleslav, pak dvou maďarský ETO Györi, dvou AC Sparta Praha a poslední Palmeiras.

## 2011
Prvního ročníku turnaje se zúčastnilo 12 klubů z 6 zemí regionu. Finále mezi FK Mladá Boleslav a Levski Sofia se konalo 31. července 2011.

### Konečné pořadí
| Pořadí | Klub                 |
| ------ | -------------------- |
| 1      | FK Mladá Boleslav    |
| 2      | PFK Levski Sofia     |
| 3      | RNK Split            |
| 4      | Bohemians 1905       |
| 5      | ŠK Slovan Bratislava |
| 6      | Universitatea Cluj   |
| 7      | 1. FC Slovácko       |
| 8      | FC Brașov            |
| 9      | Vasas SC             |
| 10     | NK Krško             |
| 11     | AC Sparta Praha      |
| 12     | NK Triglav Kranj     |

## 2012
Druhého ročníku turnaje se zúčastnilo 12 klubů z 8 zemí regionu. Finále mezi FK Mladá Boleslav a AC Sparta Praha se konalo 29. července 2012.

### Konečné pořadí
| Pořadí | Klub               |
| ------ | ------------------ |
| 1      | FK Mladá Boleslav  |
| 2      | AC Sparta Praha    |
| 3      | Vasas SC           |
| 4      | PFK Levski Sofia   |
| 5      | FK Sarajevo        |
| 6      | HNK Hajduk Split   |
| 7      | Debreceni VSC      |
| 8      | SK Sturm Graz      |
| 9      | Bohemians 1905     |
| 10     | FC Spartak Trnava  |
| 11     | Universitatea Cluj |
| 12     | 1. FC Slovácko     |

## 2013
V roce 2013 se turnaje poprvé zúčastnily neevropské týmy. Z Izrael přicestoval tým Maccabi Haifa a z Mexika to byl tým Cruz Azul.
Ve finále turnaje pražská Slavia vyzvala maďarský Györ ETO FC, který gólem z úplného závěru vyhrál 2:1.

### Konečné pořadí
| Pořadí | Klub                 |
| ------ | -------------------- |
| 1      | Györi ETO FC         |
| 2      | SK Slavia Praha      |
| 3      | Vasas SC             |
| 4      | AC Sparta Praha      |
| 5      | FK Sarajevo          |
| 6      | ŠK Slovan Bratislava |
| 7      | Ferencvaros Budapest |
| 8      | Cruz Azul            |
| 9      | Universitatea Cluj   |
| 10     | Bohemians 1905       |
| 11     | Maccabi Haifa        |
| 12     | SK Sturm Graz        |

## 2014
Mezi nové účastníky přibyla na rok 2014 bělehradská FK Crvena zvezda a Wisła Kraków. Novým účastníkem byl také mistr juniorské ligy

### Konečné pořadí
| Pořadí | Klub                  |
| ------ | --------------------- |
| 1      | Györi ETO FC          |
| 2      | AS Trenčín            |
| 3      | FK Sarajevo           |
| 4      | FSV Frankfurt         |
| 5      | Vasas SC              |
| 6      | AC Sparta Praha       |
| 7      | FK Crvena zvezda      |
| 8      | Bohemians 1905        |
| 9      | SK Slavia Praha       |
| 10     | CS Juventus Bucureşti |
| 11     | FK Mladá Boleslav     |
| 12     | Wisła Kraków          |

## 2015

### Konečné pořadí
| Pořadí | Klub              |
| ------ | ----------------- |
| 1      | AC Sparta Praha   |
| 2      | Fluminense        |
| 3      | FC Academy Pandev |
| 4      | FK Sarajevo       |
| 5      | HNK Hajduk Split  |
| 6      | AS Trenčín        |
| 7      | Bohemians 1905    |
| 8      | Wisła Kraków      |
| 9      | Swansea City AFC  |
| 10     | SK Slavia Praha   |
| 11     | Vasas SC          |
| 12     | Olympic FC        |

## 2016

### Konečné pořadí
| Pořadí | Klub              |
| ------ | ----------------- |
| 1      | AC Sparta Praha   |
| 2      | Fluminense        |
| 3      | AA Ponte Preta    |
| 4      | RB Leipzig        |
| 5      | FK Sarajevo       |
| 6      | FC Academy Pandev |
| 7      | Beijing Renhe FC  |
| 8      | SK Slavia Praha   |
| 9      | Györi ETO FC      |
| 10     | Vasas SC          |
| 11     | AS Trenčín        |
| 12     | Bohemians 1905    |

## 2017

### Konečné pořadí
| Pořadí | Klub                |
| ------ | ------------------- |
| 1      | Everton FC          |
| 2      | Burnley FC          |
| 3      | Altinordu FK        |
| 4      | FK Sarajevo         |
| 5      | AC Sparta Praha     |
| 6      | SK Slavia Praha     |
| 7      | Leicester City      |
| 8      | FC Academy Pandev   |
| 9      | FC Nitra            |
| 10     | Györi ETO FC        |
| 11     | Academia Sport Team |
| 12     | Prostars FC         |

## 2018

### Konečné pořadí
| Pořadí | Klub                |
| ------ | ------------------- |
| 1      | Palmeiras           |
| 2      | Beşiktaş            |
| 3      | SK Slavia Praha     |
| 4      | FK Sarajevo         |
| 5      | AC Sparta Praha     |
| 6      | Everton FC          |
| 7      | FC Nitra            |
| 8      | Academia Sport Team |

## 2019

### Konečné pořadí
| Pořadí | Klub              |
| ------ | ----------------- |
| 1      | Palmeiras         |
| 2      | AC Sparta Praha   |
| 3      | SK Slavia Praha   |
| 4      | Dinamo Záhřeb     |
| 5      | FK Šachtar Doněck |
| 6      | Altinordu FK      |
| 7      | Beşiktaş          |
| 8      | Burnley FC        |

## 2022

### Konečné pořadí
| Pořadí | Klub             |
| ------ | ---------------- |
| 1      | Palmeiras        |
| 2      | SK Slavia Praha  |
| 3      | FC Dynamo Kyjev  |
| 4      | AC Sparta Praha  |
| 5      | Tigres UANL      |
| 6      | Aston Villa F.C. |

## 2023

### Konečné pořadí
| Pořadí | Klub                 |
| ------ | -------------------- |
| 1      | Palmeiras            |
| 2      | SK Slavia Praha      |
| 3      | CR Flamengo          |
| 4      | AC Sparta Praha      |
| 5      | Al Ain FC            |
| 6      | West Ham United F.C. |

## Vítězové

### Dle ročníku
| Ročník | Vítěz             | Finalista        |
| ------ | ----------------- | ---------------- |
| 2011   | FK Mladá Boleslav | PFK Levski Sofia |
| 2012   | FK Mladá Boleslav | AC Sparta Praha  |
| 2013   | Györi ETO FC      | SK Slavia Praha  |
| 2014   | Györi ETO FC      | AS Trenčín       |
| 2015   | AC Sparta Praha   | Fluminense       |
| 2016   | AC Sparta Praha   | Fluminense       |
| 2017   | Everton           | Burnley          |
| 2018   | Palmeiras         | Beşiktaş         |
| 2019   | Palmeiras         | AC Sparta Praha  |
| 2022   | Palmeiras         | SK Slavia Praha  |
| 2023   | Palmeiras         | SK Slavia Praha  |

### Ocenění hráči
Již od prvního ročníku udělují organizátoři CEE Cupu ceny pro nejlepšího střelce, brankáře a hráče turnaje.
Cena pro nejlepšího brankáře se udílí jménem Franca Manciniho, jako úcta jeho památce.
Tento nezapomenutelný brankář italské Serie A z počátku 90. let zemřel předčasně v březnu 2012, kdy byl součástí trenérského týmu svého mentora Zdeňka Zemana.
| Ročník | Kategorie           | Jméno                          | Klub                 |
| ------ | ------------------- | ------------------------------ | -------------------- |
| 2011   | Nejlepší brankář    | Dimitar Iliev                  | PFK Levski Sofia     |
| 2011   | Nejlepší střelec    | Jan Boček                      | FK Mladá Boleslav    |
| 2011   | Nejlepší hráč       | Petr Nerad                     | Bohemians 1905       |
| 2012   | Nejlepší brankář    | Martin Vyda                    | FK Mladá Boleslav    |
| 2012   | Nejlepší střelec    | Ondřej Šíma                    | AC Sparta Praha      |
| 2012   | Nejlepší hráč       | Szabolcs Varga                 | Vasas SC             |
| 2013   | Nejlepší brankář    | Lukáš Soukup                   | SK Slavia Praha      |
| 2013   | Nejlepší střelec    | Bence Szabó                    | Györi ETO FC         |
| 2013   | Nejlepší hráč       | Jiří Sodoma                    | SK Slavia Praha      |
| 2014   | Nejlepší brankář    | Jozef Zemanovič                | AS Trenčín           |
| 2014   | Nejlepší střelec    | Milan Mayer                    | Györi ETO FC         |
| 2014   | Nejlepší hráč       | Martin Vlček                   | AS Trenčín           |
| 2015   | Nejlepší brankář    | Jennerson                      | Fluminense           |
| 2015   | Nejlepší střelec    | Hamza Čatakovič                | FK Sarajevo          |
| 2015   | Nejlepší hráč       | Matěj Pulkrab                  | AC Sparta Praha      |
| 2016   | Nejlepší brankář    | Rodrigo                        | Ponte Preta          |
| 2016   | Nejlepší střelec    | Gustavo                        | Fluminense           |
| 2016   | Nejlepší hráč       | Marian Burda                   | AC Sparta Praha      |
| 2017   | Nejlepší brankář    | Adam Bruce                     | Burnley              |
| 2017   | Nejlepší střelec    | Ellis Simms                    | Everton              |
| 2017   | Nejlepší hráč       | Anthony Gordon                 | Everton              |
| 2018   | Nejlepší brankář    | Audenirton Soares Da Silva     | Palmeiras            |
| 2018   | Nejlepší střelec    | Đani Salčin                    | FK Sarajevo          |
| 2018   | Nejlepší hráč       | Wesley Ribeiro Silva           | Palmeiras            |
| 2019   | Nejlepší brankář    | Mykyta Turbajevskij            | FK Šachtar Doněck    |
| 2019   | Nejlepší střelec    | Fabricio                       | Palmeiras            |
| 2019   | Nejlepší hráč       | Adam Karabec                   | AC Sparta Praha      |
| 2022   | Nejlepší brankář    | Yurii Avramenko                | FC Dynamo Kyjev      |
| 2022   | Nejlepší střelec    | Galvan Peña                    | Tigres UANL          |
| 2022   | Nejlepší český hráč | David Planka                   | SK Slavia Praha      |
| 2022   | Nejlepší hráč       | Thalys                         | Palmeiras            |
| 2023   | Nejlepší brankář    | Pedro Antonio Rodriguez Cuesta | AC Sparta Praha      |
| 2023   | Nejlepší střelec    | Elisha Sowumni                 | West Ham United F.C. |
| 2023   | Nejlepší český hráč | Adam Pudil                     | SK Slavia Praha      |
| 2023   | Nejlepší hráč       | David Kauã                     | Palmeiras            |